# Oresbius romani
Oresbius romani là một loài tò vò trong họ Ichneumonidae.